# Kilianskirche (Kaltennordheim)

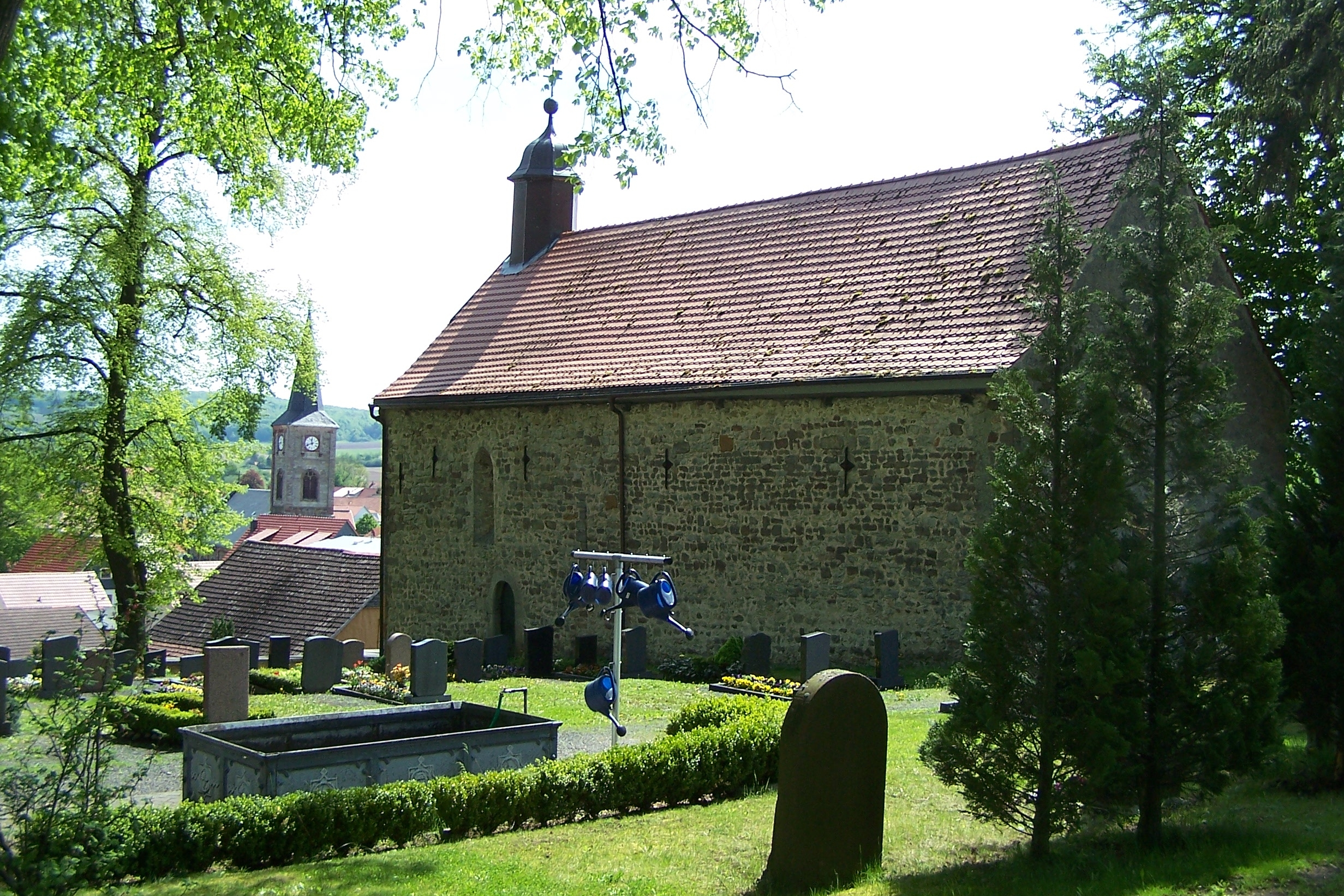
Kilianskirche

Die evangelisch-lutherische Kilianskirche steht in der Landstadt Kaltennordheim in der Rhön im Landkreis Schmalkalden-Meiningen in Thüringen.

## Geschichte
Das Gotteshaus wurde bereits im 14. Jahrhundert als Nachfolgerin einer Holzkirche auf einem Hügel, vom Friedhof umrahmt, gebaut. 1568 erfolgte die erste bauliche Veränderung. Danach fiel sie den raubenden Horden Isolanis im Dreißigjährigen Krieg zum Opfer. Dadurch verlor sie ihr mittelalterliches Aussehen. Fragmente weisen aber noch auf das Alter hin.
1719 wurde sie bei einem Stadtbrand schwer beschädigt. Danach wurde sie mit geringen Unkosten wieder aufgebaut. Bis 1884 wurde sie dem Verfall überlassen und danach wieder aufgebaut. Einhundert Jahre später erfolgte die erneute Renovierung das Gotteshauses.
Die Orgel wurde 1890 neu angeschafft und 1912 saniert. 1947 erfolgte die Dachreparatur. 1964 erhielt das Gotteshaus einen Elektroanschluss. 1900 führte man eine Dachrinnenerneuerung durch. 1981 erfolgte eine gründliche Trockenlegung der Wände. 1983 bekamen die Emporen eine Verzierung mit Lutherrosen.

## Heutige Verwendung
Die evangelische Kirchengemeinde nutzt die auf dem Friedhof stehende Kilianskirche noch für Trauerfeiern und den Gottesdienst am Totensonntag.